# Consiglio presbiterale
Il consiglio presbiterale è un istituto previsto dalla Chiesa cattolica nel Codice di diritto canonico (CIC) ai canoni 495-502 e dal Codice dei Canoni delle Chiese Orientali ai canoni 264ss. Costituisce una sorta di senato diocesano, essendo formato da alcuni presbiteri che hanno il compito di aiutare il Vescovo nella vita pastorale della diocesi. È un istituto nuovo, sorto in seguito alla rinnovata ecclesiologia di comunione del Concilio Vaticano II; esprime la corresponsabilità dei presbiteri con il vescovo nel guidare la vita della Chiesa.

## Funzionamento
Il consiglio presbiterale è un istituto importante, al punto che in ogni diocesi la sua costituzione è obbligatoria: dopo la presa di possesso della diocesi, il vescovo ha un anno di tempo per crearlo. In caso di sede vacante, quando cioè la diocesi resta senza il proprio vescovo, il consiglio presbiterale cessa immediatamente e i suoi compiti sono svolti dal collegio dei consultori.
Ogni consiglio presbiterale viene regolamentato dai relativi canoni del CIC, e soprattutto dal proprio statuto specifico, che deve essere approvato dal vescovo diocesano nel rispetto della disposizioni emanate dalla conferenza episcopale. Lo statuto deve prevedere: la composizione del consiglio (quanti membri eletti, quali e quanti membri di diritto, quanti membri di nomina episcopale diretta); le modalità da seguire per le elezioni; la durata in carica dei membri del consiglio (comunque non superiore a cinque anni); altre norme relative al corretto andamento dei lavori (ordini del giorno, ufficio di segreteria...).
Il consiglio presbiterale è convocato e presieduto dal vescovo, che decide anche quali siano le questioni da trattare (scegliendole personalmente, o più spesso accogliendo eventuali proposte effettuate dai membri). Spetta ugualmente al vescovo decidere se e come rendere pubbliche le decisioni prese dal consiglio.
Il voto del consiglio è solo consultivo. Il vescovo però deve avere il suo parere (non il suo consenso) per gli affari di maggiore importanza: la convocazione del sinodo diocesano; i cambiamenti relativi al territorio delle parrocchie; l'uso delle offerte dei fedeli; la creazione dei consigli pastorali parrocchiali; la costruzione di chiese nuove e la sconsacrazione di chiese vecchie, eccetera.
Potrebbero anche esserci questioni, espressamente indicate dal diritto, in cui il vescovo deve avere il suo consenso: tuttavia, a oggi, il diritto universale non prevede alcun caso di questo tipo.

## Composizione
Data la sua natura, il consiglio presbiterale della diocesi è composto esclusivamente da presbiteri, che siano legati alla diocesi stessa: per quanto riguarda i preti diocesani, essi devono essere incardinati nella diocesi; per quanto riguarda i preti religiosi (appartenenti a vari istituti di vita consacrata), essi devono dimorare e svolgere il proprio servizio pastorale al suo interno. A essi va aggiunto, naturalmente, il vescovo diocesano. Anche eventuali vescovi emeriti o ausiliari non sono affatto esclusi.
Il numero totale dei membri del Consiglio è stabilito dallo statuto proprio di ogni singolo Consiglio, considerata l'estensione della diocesi e il numero totale dei presbiteri.
Almeno la metà dei membri deve essere eletta: tutti i presbiteri legati alla diocesi hanno diritto di eleggere e di essere eletti. Il sistema elettorale, disciplinato dagli statuti, dovrà essere tale da permettere una effettiva rappresentanza delle diverse zone della diocesi (ad esempio i vicariati) e dei diversi ministeri esercitati dai presbiteri (parroco, cappellano...).
Altri membri entrano a far parte del consiglio presbiterale di diritto, a motivo del proprio ufficio: gli statuti prescriveranno quali siano i membri di diritto (ad esempio il vicario generale, il cancelliere della curia diocesana, il direttore dell'ufficio catechistico, quello della Caritas...).
Altri membri, infine, possono essere liberamente scelti dal vescovo.
Il Consiglio presbiterale deve essere rinnovato, tutto o in parte, almeno ogni cinque anni.

## Ambiti di intervento
Come recita il can. 495, il Consiglio presbiterale deve "coadiuvare il vescovo nel governo della diocesi, a norma del diritto, affinché venga promosso nel modo più efficace il bene pastorale della porzione del popolo di Dio a lui affidata". Come ricordato, spetta al vescovo convocare il consiglio e presiederlo, stabilendo anche gli argomenti da trattare. In genere, si tratterà di tutte le questioni che abbiano attinenza con la vita della chiesa locale: delle parrocchie, delle iniziative diocesane, del coordinamento tra tutte le forze attive. Sono invece escluse decisioni e definizioni sulla fede e sulla morale, materie riservate ai gradi supremi della gerarchia cattolica.